# Cascata de Isollaz
A Cascata de Isollaz (em italiano:  Cascata di Isollaz, em francês:  Cascade d'Isollaz) é uma queda-d’água ao longo do rio Évançon, perto de Challand-Saint-Victor, no Vale de Aosta, Itália. Ela tem uma queda de cerca de 50 metros, o que a torna uma das mais altas da região.